# International Emmy Award de la meilleure actrice

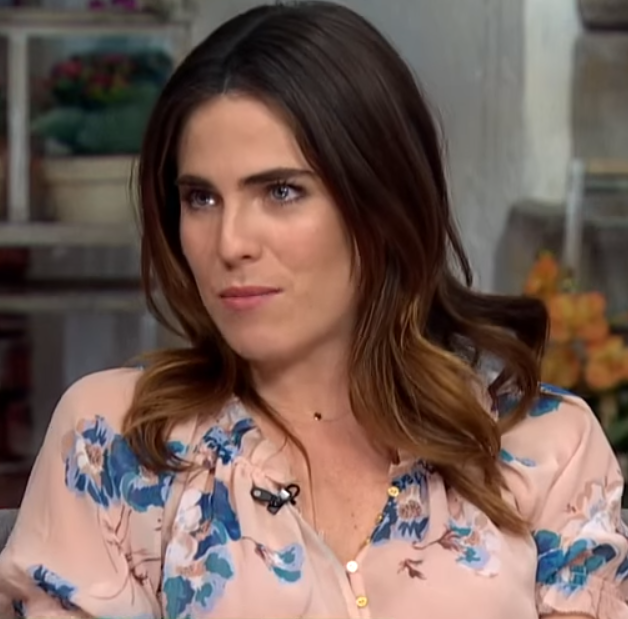
L'actrice Karla Souza.

L’International Emmy Award de la meilleure actrice (International Emmy Award for Best Actress) est une récompense de télévision décernée par l'International Academy of Television Arts and Sciences pendant la cérémonie annuelle des International Emmy Awards.

## Palmarès

### Années 2000
- 2005 : He Lin pour son rôle dans Wei nuli de muqin[1]  Chine
  - Anneke von der Lippe pour son rôle dans Ved Kongens Bord  Norvège
  - Carolina Oliveira pour son rôle dans Hoje é Dia de Maria  Brésil
  - Catherine Tate pour son rôle dans The Catherine Tate Show  Royaume-Uni
- 2006 : Maryam Hassouni pour son rôle dans Offers (nl)[2]  Pays-Bas
  - Heike Makatsch pour son rôle dans Margarete Steiff – A Story of Courage  Allemagne
  - Imelda Staunton pour son rôle dans My Family and Other Animals  Royaume-Uni
  - Lucy Cohu pour son rôle dans The Queen's Sister  Royaume-Uni
- 2007 : Muriel Robin pour son rôle dans Marie Besnard, l'empoisonneuse[3]  France
  - Lília Cabral pour son rôle dans Páginas da Vida  Brésil
  - Brenda Ngxoli pour son rôle dans Home Affairs  South Africa
  - Victoria Wood pour son rôle dans Housewife, 49  Royaume-Uni
- 2008 : Lucy Cohu pour son rôle dans Forgiven[4]  Royaume-Uni
  - Irene Ravache pour son rôle dans Eterna Magia  Brésil
  - Sofie Gråbøl pour son rôle dans The Killing  Danemark
  - Yuan Zhibo pour son rôle dans Awaiting the birth of husband  Chine
- 2009 : Julie Walters pour son rôle dans A Short Stay in Switzerland[5]  Royaume-Uni
  - Cecilia Suárez pour son rôle dans Capadocia  Mexique
  - Angel Locsin pour son rôle dans Lobo  Philippines
  - Emma de Caunes pour son rôle dans Rien dans les poches  France

### Années 2010
- 2010 : Helena Bonham Carter pour son rôle dans Enid[6]  Royaume-Uni
  - Lília Cabral pour son rôle dans Viver a Vida  Brésil
  - Iris Berben pour son rôle dans Krupp  Allemagne
  - Lerato Mvelase pour son rôle dans Home Affairs  Afrique du Sud
- 2011 : Julie Walters pour son rôle dans Mo[7]  Royaume-Uni
  - Adriana Esteves pour son rôle dans Dalva e Herivelto: uma Canção de Amor  Brésil
  - Noomi Rapace pour son rôle dans Millennium  Suède
  - Athena Chu Yan pour son rôle dans A Wall-less World  Hong Kong
- 2012 : Cristina Banegas pour son rôle dans Televisión por la Inclusión[8]  Argentine
  - Sidse Babett Knudsen pour son rôle dans Borgen, une femme au pouvoir  Danemark
  - Rina Sa pour son rôle dans Zhong Guo Di  Chine
  - Joanna Vanderham pour son rôle dans The Runaway  Royaume-Uni
- 2013 : Fernanda Montenegro pour son rôle dans Doce de Mãe[9],[10]  Brésil
  - Betty Sun pour son rôle dans The Legend of Zhen Huan  Chine
  - Sheridan Smith pour son rôle dans Mrs Biggs  Royaume-Uni
  - Lotta Tejle pour son rôle dans 30 Degrees in February  Suède
- 2014 : Bianca Krijgsman pour son rôle dans De Nieuwe Wereld[11]  Pays-Bas
  - Tuba Büyüküstün pour son rôle dans 20 Dakika  Turquie
  - Olivia Colman pour son rôle dans Broadchurch  Royaume-Uni
  - Romina Gaetani pour son rôle dans Televisión por la Justicia  Argentine
- 2015 : Anneke von der Lippe pour son rôle dans Témoin sous silence (Øyevitne)  Norvège
  - Fernanda Montenegro pour son rôle dans Doce de Mãe  Brésil
  - Sheridan Smith pour son rôle dans Cilla  Royaume-Uni
- 2016 : Christiane Paul pour son rôle dans Unterm Radar  Allemagne
- 2017 : Anna Friel pour son rôle dans Marcella  Royaume-Uni
- 2018 : Anna Schudt pour son rôle dansEin Schnupfen hätte auch gereicht  Allemagne
- 2019 : Marina Gera pour son rôle dans Örök tél  Hongrie

### Années 2020
- 2020 : Glenda Jackson pour son rôle dans Elizabeth Is Missing  Royaume-Uni
  - Emma Bading pour son rôle dans Play  Allemagne
  - Andréa Beltrão pour son rôle dans Hebe  Brésil
  - Yeo Yann Yann pour son rôle dans Invisible Stories  Singapour
- 2021 : Hayley Squires pour son rôle dans Adult Material  Royaume-Uni
  - Valeria Bertuccelli pour son rôle dans El Cuaderno de Tomy  Argentine
  - Ane Gabarain pour son rôle dans Patria  Espagne
  - Menna Shalabi pour son rôle dans Every week on a Friday  Égypte
- 2022 : Lou de Laâge pour son rôle dans Le bal des folles  France
  - Céline Buckens pour son rôle dans Showtrial  Royaume-Uni
  - Letícia Colin pour son rôle dans Onde Está Meu Coração  Brésil
  - Kim Engelbrecht pour son rôle dans Reyka  Afrique du Sud
- 2023 : Karla Souza pour son rôle dans La Caída  Mexique
  - Connie Nielsen pour son rôle dans Drømmeren – Karen Blixen Bliver Til  Danemark
  - Billie Piper pour son rôle dans I Hate Suzie Too  Royaume-Uni
  - Shefali Shah pour son rôle dans Delhi Crime  Inde